# Mieszko, książę Nowogródka
Mieszko, książę Nowogródka – młodzieńczy utwór Adama Mickiewicza z 1817.
Utwór jest spolszczeniem satyrycznej powiastki filozoficznej Voltaire’a zatytułowanej Éducation d’un prince. Dzieło przedstawia konflikt między racjonalnym i oświeconym władcą, a jego zacofanymi duchownymi doradcami. Utwór został zaprezentowany na spotkaniach Towarzystwa Filomatów w październiku 1818 i styczniu 1819.